# 科尔特孔塞普西翁
科尔特孔塞普西翁，是西班牙安达卢西亚自治区韦尔瓦省的一个市镇。总面积49平方公里，总人口667人（2001年），人口密度14人/平方公里。